# 후설 비원순 저모음
후설 비원순 저모음(後舌 非圓脣 低母音) 또는 후설 평순 개모음(後舌 平脣 開母音)은 홀소리의 하나이다. 이 음가를 반모음으로 발음하면 인두 접근음이 된다.
- 이 홀소리는 혀의 위치를 닿소리가 되지 않을 정도로 뒤로 해서 발음하는 후설모음이다.
- 이 홀소리는 입술을 둥글게 하지 않고 발음하는 비원순모음이다.
- 이 홀소리는 닿소리가 되지 않을 정도로 혀의 위치를 낮춰서 발음하는 저모음이다.

### 예
| 언어                  | 철자 | 발음    | 뜻       | 비고        |
| 표준 네덜란드어       | bad  | [bɑt]   | '목욕통' |             |
| 영국 영어의 용인 발음 | palm | [pɑːm]  | '손바닥' |             |
| 미국 영어             | hot  | [hɑt]   | '뜨거운' |             |
| 퀘벡 프랑스어         | pâte | [pɑt]   | '반죽'   |             |
| 핀란드어              | kana | [ˈkɑ̝nɑ̝] | '암탉'   | 근저모음화. |